# (244) Sita
(244) Sita és un asteroide pertanyent al cinturó d'asteroides descobert el 14 d'octubre de 1884 per Johann Palisa des de l'observatori de Viena, Àustria. Està possiblement nomenat per Sita, una deessa de la mitologia hindú.

## Característiques orbitals
Situada forma part de la família asteroidal de Flora.